# هاشم شعباني
هاشم شعباني (بالفارسية: هاشم شعبانی) شاعر عربي من منطقة الأهواز في الجمهورية الإسلامية الإيرانية وناشط في الثقافة العربية. عمل مدرسًا للغة العربية في مدرسة ثانوية وكتب الشعر باللغتين العربية والفارسية.
اعتقلته السلطات الإيرانية في شباط 2011، مع أربعة من رفاقه الإيرانيين العرب، وظهر على التلفزيون الإيراني ليعترف بأنه ينتسب لتنظيم إرهابي مسلح. منظمات حقوقية رفضت الاعترافات على أنها انتزعت تحت التعذيب.

## نشأته
نشأ الشاعر في الأهواز ودرس فيها ودخل الجامعة حيث حصل على درجة الماجستير في العلوم السياسية.
عرف بصفته قائد بارز في التنظيمات الطلابية 2008 بين و2009.
وكتب شعباني مدونة دعا فيها إلى المزيد من حرية التعبير و«الانفتاح السياسي».
وفي عام 2010 انتقل شعباني إلى رامشير عند والديه . والده، خلف شعباني، هو رئيس مجلس بلدية المدينة، وكان قد شارك في الحرب الإيرانية العراقية وأصيب بإعاقة دائمة.

## بعض من شعره
من قصيدته "الاعتراف بالأفقية"
کي تذکر أني کنتُ هنا أبکي ما بین شوارعها وأذوب خلال الأمطار
کي تذکر أني کنت هنا وسجائرنا کانت معنا تحترق خلال الأریاف
تحترق لکي تبعث برقا یومض کي یرمق درب حسین
ثم تموت
اعترف بأنی مهبوت
وأهب سیوفا خشبیة
أعرف لومت یقول الشارع ماق
قتلته نصال الأوراق
طعنته سهام العصبیة
لکني أبقی أمضي منفردا
أُدلي بجحیم الأشواق
أکتب عن وجع الأفقیة
عن نکهة حبٍّ أزلیة
و دفاتر أشعار الماضي
وسکون لیالي نیسان

## إعدامه
حكم عليه في عام 2012 بالإعدام بتهمة المحاربة ونشر الفساد في الأرض وتهديد الأمن القومي ونشر الإشاعات الكاذبة عن الجمهورية الإسلامية الإيرانية.
أعدم شعباني شنقاً صحبة زميله الشاعر العربي الأحوازي هادي رشيدي في 27 يناير 2014م  بعد تصديق الرئيس حسن روحاني على الحكم.
كتب قبل إعدامه شعراً: «سبعة أسباب تكفي لأموت، لسبعة أيام وهم يصرخون بي: أنت تشن حرباً على الإله! في السبت قالوا: لأنك عربي. في الأحد: حسناً، إنك من الأهواز. في الاثنين: تذكر أنك إيراني. في الثلاثاء: أنت سخرت من الثورة المقدسة. في الأربعاء: ألم ترفع صوتك على الآخرين؟ في الخميس: أنت شاعر ومغنٍ. في الجمعة: أنت رجل، ألا يكفي كل هذا لتموت؟».